# Imbonga-Horizont
Der Imbonga-Horizont ist ein Kulturkomplex auf dem Gebiet der heutigen Demokratischen Republik Kongo, der sich von etwa 800 bis 200 v. Chr. belegen lässt.
Beim Imbonga-Horizont handelt es sich um die bisher früheste bekannte neolithische Kultur in dieser Region und den frühesten Beleg für großwüchsige Bevölkerungen in dieser Gegend, die vorher von Pygmäen besiedelt war. Dieser Horizont ist nach dem Fundort Imbonga benannt. Typisch sind runde Gefäße mit einer runden Schulter. Die Ware hat immer eine gerade Standfläche und ist mit geometrischen Mustern, die eingeritzt wurden, verziert. Diese Kultur ist erst seit etwa 1977 bekannt. In diesem Jahr startete ein Projekt zur Untersuchung der Vor- und Frühgeschichte der Universität Tübingen in dieser Gegend. Das Projekt endete 1987.